# Lagoa Juturnaíba
Lagoa Juturnaíba är en sjö i Brasilien.   Den ligger i delstaten Rio de Janeiro, i den sydöstra delen av landet, 1 000 km sydost om huvudstaden Brasília. Lagoa Juturnaíba ligger 9 meter över havet. Arean är 26,9 kvadratkilometer. Den sträcker sig 11,0 kilometer i nord-sydlig riktning, och 8,6 kilometer i öst-västlig riktning.
Omgivningarna runt Lagoa Juturnaíba är huvudsakligen savann. Runt Lagoa Juturnaíba är det ganska tätbefolkat, med 52 invånare per kvadratkilometer.